# Opsporingsambtenaar
Een opsporingsambtenaar is in Nederland een persoon die belast is met de opsporing van strafbare feiten. Er wordt hierbij onderscheid gemaakt tussen algemene en buitengewone opsporingsambtenaren.

## Algemeen opsporingsambtenaar
Algemene opsporingsambtenaren zijn ambtenaren van politie aangesteld voor de uitvoering van de politietaak, (onder)officieren van de Koninklijke Marechaussee, rechercheurs bij de FIOD, rechercheurs bij de ISZW (voorheen SIOD) en officieren van justitie. Een algemeen opsporingsambtenaar is bevoegd tot opsporing van alle strafbare feiten.
Een vrijwillige ambtenaar van politie (VP) is, mits voldoende opgeleid, inzetbaar binnen de handhaving als algemeen opsporingsambtenaar.

## Buitengewoon opsporingsambtenaar
Een buitengewoon opsporingsambtenaar, veelal afgekort 'boa' genoemd, is een functionaris die bevoegd is tot de opsporing van bepaalde, meestal een beperkt aantal of een specifieke groep, strafbare feiten. Voorbeelden van buitengewone opsporingsambtenaren zijn boswachters, Gemeentelijke Handhavers, leerplichtambtenaren, parkeercontroleurs, conducteurs en douanebeambten.